# Oskar Karlweis

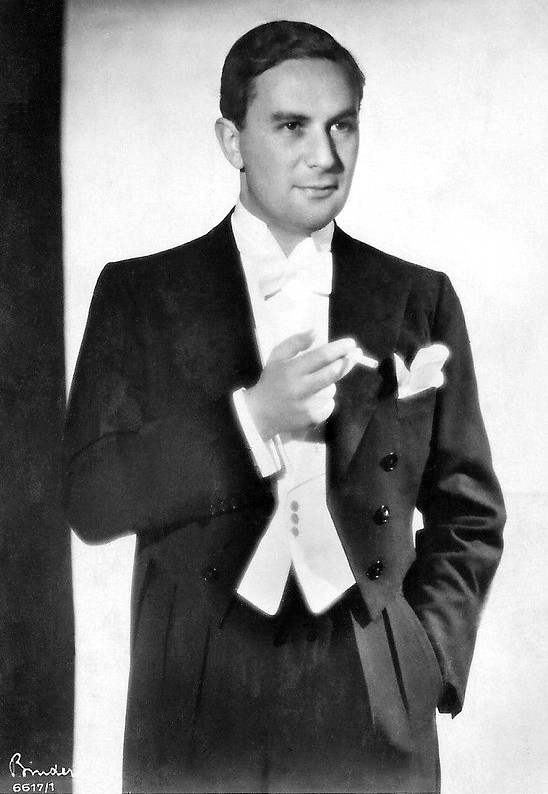
Oskar Karlweis

Oskar Carl Leopold Karlweis, auch Oscar Karlweis (im Exil), (geboren 10. Juni 1894 in Hinterbrühl, Österreich-Ungarn; gestorben 24. Jänner 1956 in New York, USA) war ein österreichisch-US-amerikanischer Schauspieler.

## Leben

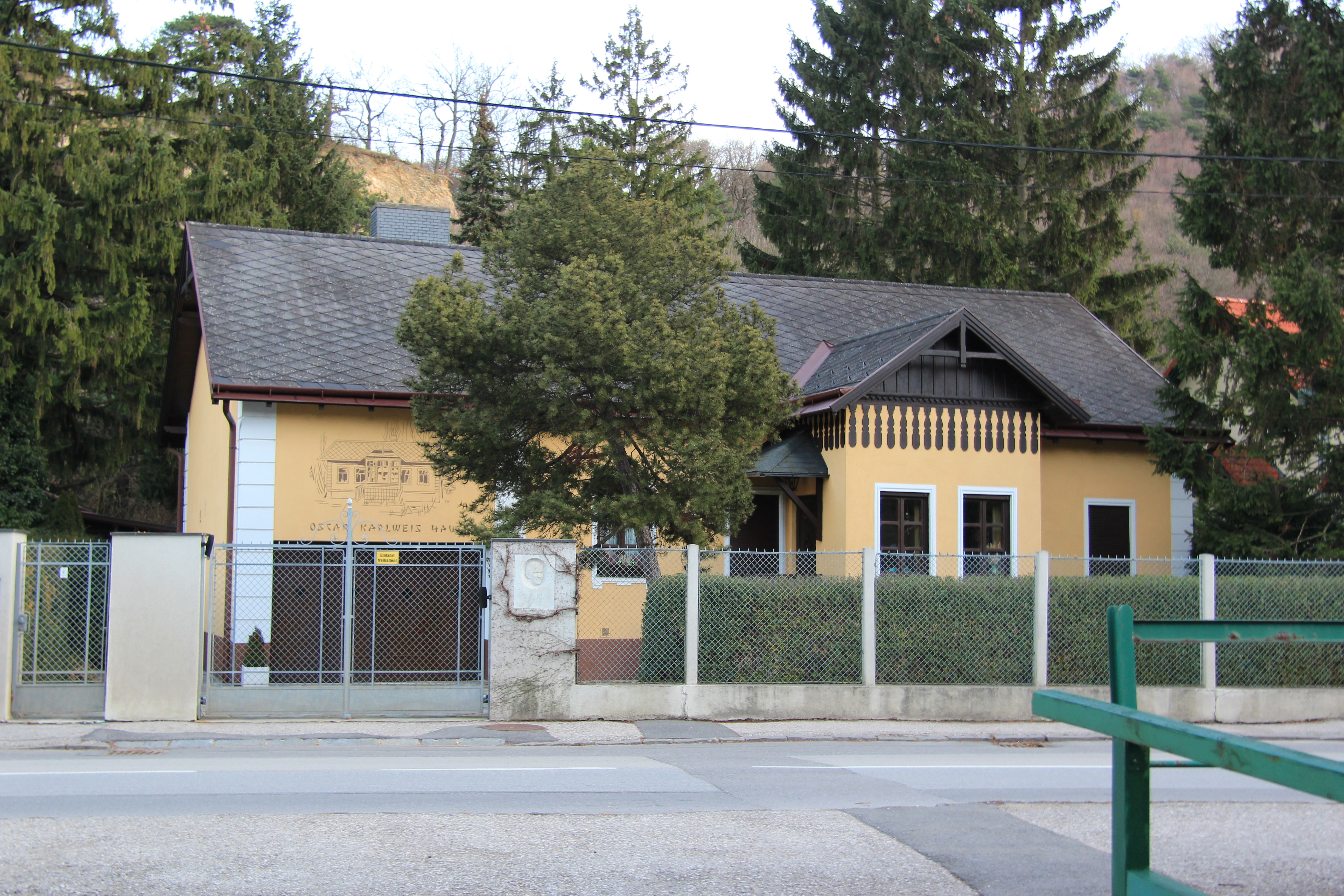
Geburtshaus von Karlweis in der Hinterbrühl

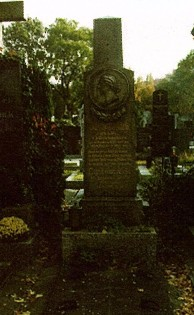
Grabstätte von Oskar Karlweis

Der Sohn des Bühnenautors Carl Karlweis (1850–1901) und Bruder der Schriftstellerin Marta Karlweis brach sein begonnenes Jurastudium bald ab und widmete sich einer Karriere als Schauspieler. Er erhielt sein erstes Engagement 1912 am Stadttheater in Wien, dem er acht Jahre – unterbrochen durch seine Teilnahme am Ersten Weltkrieg – treu bleiben sollte. 1919 holte ihn Max Reinhardt ans Theater in der Josefstadt. Danach trat er vor allem an verschiedenen Münchner Bühnen auf. Dabei spielte er 1921 auch in der Uraufführung von Hugo von Hofmannsthals Der Schwierige den Stani. 1923 kehrte Karlweis nach Wien zurück, wo er an den Kammerspielen und im Carltheater auftrat. 1927 ging er ans Deutsche Theater in Berlin und an andere Bühnen. Auch mit der damals noch unbekannten Marlene Dietrich traf er zusammen und spielte 1928 gemeinsam mit ihr in der Musikrevue Es liegt in der Luft in der Komödie am Kurfürstendamm. Er war in dieser Zeit ein sehr beliebter charmanter Komödiant, der auch als Tänzer und Sänger zu überzeugen wusste, etwa als Prinz Orlofsky in  Die Fledermaus.
Zwischen 1930 und 1933 war er auch als Filmschauspieler tätig. Die bekannteste Rolle spielte er als Kurt mit Willy Fritsch und Heinz Rühmann im Kinofilm Die Drei von der Tankstelle, wo er sich vergeblich bemüht, die Gunst Lilian Harveys zu gewinnen.
Nach der Machtübergabe an die Nationalsozialisten 1933 ging er als Jude wieder zurück nach Wien, wo er weiter erfolgreich im Theater in der Josefstadt spielte. Nach dem Anschluss Österreichs 1938 emigrierte er mit Karl Farkas über die Schweiz nach Paris, wo sie auch gemeinsam auftraten.
1940 musste er aber gemeinsam mit Friedrich Torberg erneut flüchten. Sie gelangten über Spanien und Portugal in die USA. Torberg würdigte später Karlweis mit den Worten:

„Einen Abend privat mit ihm zu verbringen, wog, wenn er in Form war, zehn Kabarettbesuche auf. Wenn er nicht in Form war, dann allerdings nur neun. Ich weiß nicht, wie ich über diese trost- und hoffnungslose Zeit hinweggekommen wäre ohne den tröstlichen und hoffnungsfrohen Humor, den Oscar Karlweis ausstrahlte.“

In den Vereinigten Staaten musste Karlweis zunächst Englisch lernen, da er hier kein Wort verstand. Gemeinsam mit Farkas und Hermann Leopoldi trat er aber auch in deutschsprachigen Veranstaltungen für die Emigranten auf. Als Darsteller des vor den Nazis flüchtenden Juden in Franz Werfels Jakobowsky und der Oberst feierte er am Broadway 1944 Triumphe.
1948 kehrte Karlweis zum ersten Mal nach Wien zurück und konnte an seine früheren Erfolge auf den Wiener Bühnen anknüpfen. Karlweis blieb ein vielbeschäftigter Bühnendarsteller zwischen New York, Wien und Berlin. Karlweis erhielt 1949 die Staatsbürgerschaft der USA.
Oskar Karlweis, verheiratet mit der Filmproduzentin Ninon Tallon (1908–1977), verstarb 1956 im Alter von 61 Jahren an einem Herzinfarkt in New York. Begraben ist er im Familiengrab auf dem evangelischen Friedhof Wien-Matzleinsdorf (Gruppe 18, Nummer 12).

## Filmografie (Auswahl)
- 1921: Lya’s beste Rolle
- 1926: Schenk mir das Leben
- 1928: Liebe im Kuhstall
- 1930: Zwei Herzen im 3/4 Takt
- 1930: Ein Tango für Dich
- 1930: Die Drei von der Tankstelle
- 1930: Dolly macht Karriere
- 1930: Die Firma heiratet
- 1931: Die Försterchristl
- 1931: Der Tanzhusar
- 1931: Die Männer um Lucie
- 1931: Das Konzert
- 1931: Mamsell Nitouche
- 1931: Die nackte Wahrheit
- 1932: Im Bann des Eulenspiegels
- 1932: Hochzeitsreise zu dritt
- 1932: Die Herren vom Maxim
- 1933: Keinen Tag ohne dich
- 1933: Heut’ kommt’s drauf an
- 1933: Frühlingsstimmen
- 1935: Letzte Liebe
- 1935: Alles für die Firma
- 1939: Hochzeitsreise zu dritt
- 1951: Der Fall Cicero (Five Fingers)
- 1951: St. Benny the Dip
- 1953: Der Gehetzte (The Juggler)
- 1953: Götter ohne Maske (Tonight We Sing)
- 1953: Hollandmädel
- 1956: Viva Las Vegas (Meet Me in Las Vegas)